# Liste der denkmalgeschützten Objekte in Sankt Jakob im Rosental
Die Liste der denkmalgeschützten Objekte in Sankt Jakob im Rosental enthält die 19 denkmalgeschützten, unbeweglichen Objekte der Gemeinde Sankt Jakob im Rosental.

## Denkmäler
| Foto |                 | Denkmal                                                                                 | Standort                                                       | Beschreibung | Metadaten |
| ---- | --------------- | --------------------------------------------------------------------------------------- | -------------------------------------------------------------- | --- | --- |
| ja   | Datei hochladen | Rosenbach-Viadukt der Karawankenbahn HERIS-ID: 60161 Objekt-ID: 72115                   | Rosenbach Standort KG: Frießnitz                               | Eisenbahnbrücke, Talübergang der Karawankenbahn errichtet 1906. Monumentale Anlage mit Viadukten und Stahlfachwerk mit oben liegender Fahrbahn. | BDA-Hist.: Q38090518 Status: Bescheid Stand der BDA-Liste: 2025-06-30 Name: Rosenbach-Viadukt der Karawankenbahn GstNr.: 992/11                                                 |
| ja   | Datei hochladen | Kath. Filialkirche Christkönig, hl. Franz-Xaver HERIS-ID: 65196 Objekt-ID: 78014        | Rosenbach 107 Standort KG: Frießnitz                           | Erbaut 1931 von W. Mayr; Saalkirche, Einrichtung aus der Bauzeit. | BDA-Hist.: Q38109557 Status: § 2a Stand der BDA-Liste: 2025-06-30 Name: Kath. Filialkirche Christkönig, hl. Franz-Xaver GstNr.: .141                                            |
| ja   | Datei hochladen | Pfarrhof HERIS-ID: 65181 Objekt-ID: 77999                                               | Maria Elend 6 Standort KG: Maria Elend                         | Nordöstlich der Wallfahrtskirche gelegen. Quadratischer Grundriss, zweigeschoßiger Bau mit Walmdach. | BDA-Hist.: Q38109504 Status: § 2a Stand der BDA-Liste: 2025-06-30 Name: Pfarrhof GstNr.: .9 Pfarrhof Maria Elend                                                                |
| ja   | Datei hochladen | Aufnahmsgebäude mit Toilettehäuschen HERIS-ID: 59166 Objekt-ID: 70184                   | Maria Elend 23 Standort KG: Maria Elend                        | Aufnahmegebäude der Karawankenbahn, errichtet 1906. Zweigeschoßiger Quertrakt mit Krüppelwalmdach, holzverschalte Giebel, Putzfassade, einfache Fensterumrahmungen, beidseitig eingeschoßige Anbauten gleicher Gestaltung, original erhalten. | BDA-Hist.: Q38086134 Status: Bescheid Stand der BDA-Liste: 2025-06-30 Name: Aufnahmsgebäude mit Toilettehäuschen GstNr.: .216 Bahnhof Maria Elend im Rosental                   |
| ja   | Datei hochladen | Wallfahrtskirche Maria Elend HERIS-ID: 54276 Objekt-ID: 62467                           | Maria Elend 155 Standort KG: Maria Elend                       | Die dreischiffige gotische Hallenkirche mit Strebepfeilern stammt im Wesentlichen aus dem 15. Jahrhundert, wobei der Chor etwas älter als das Langhaus ist. Im unteren Teil des Sakristeiturms ist noch romanisches Mauerwerk. 1731 wurde die Kirche barockisiert (Stuck; Deckengemälde von Fromiller). Zur reichen Ausstattung der Wallfahrtskirche zählt ein spätgotischer Flügelaltar im südlichen Seitenschiff. Außenrestaurierung 1979. 1994–1996 Außenrestaurierung mit Wiederherstellung der barocken Architekturpolychromie, Innenrestaurierung, statische Sicherung des Gewölbes über dem Süd-Chor, Innenfärbelung. | BDA-Hist.: Q2542846 Status: § 2a Stand der BDA-Liste: 2025-06-30 Name: Wallfahrtskirche Maria Elend GstNr.: .10/1 Parish church Maria Elend                                     |
| ja   | Datei hochladen | Wallfahrtsanlage mit Kapellen, Einsiedelei und Brunnen HERIS-ID: 72093 Objekt-ID: 85312 | Maria Elend 156 Standort KG: Maria Elend                       | Am Hang südlich von Maria Elend gelegen. Gnadenkapelle 1750 erbaut. Außenrestaurierung 1984, mit Wiederherstellung des Fassadendekors von 1731. Fassade in ausgewogenen Verhältnissen mit Rundbogenfenster über dem Portal und 2 Rundbogenfenstern im geschwungenen, abgesetzten Giebel. Portal mit geradem Sturz, darüber geschwungene Giebelbekrönung. Rechts und links zwei Rechteckfenster. Hochaltar und Wandmalerei von 1750. Daneben eine 1731 geweihte Kapelle und ein barockes Einsiedlerhaus. | BDA-Hist.: Q38129314 Status: § 2a Stand der BDA-Liste: 2025-06-30 Name: Wallfahrtsanlage mit Kapellen, Einsiedelei und Brunnen GstNr.: .133, .134/2, .134/1                     |
| ja   | Datei hochladen | Kath. Filialkirche hl. Oswald HERIS-ID: 54774 Objekt-ID: 63170                          | Sankt Oswald 28 Standort KG: Maria Elend                       | Urkundlich 1267 erwähnt, kleine gotische Dorfkirche. Der heutige Bau stammt vom Ende des 15. Jahrhunderts. Gemauerte Vorlaube über Pfeilern in Schiffbreite, 1994 Neueindeckung. Am Langhaus südlich ein barockes Fenster. Hölzerner Dachreiter mit Spitzgiebelhelm. Chor leicht eingezogen. Im Schluss drei spätgotische Spitzbogenfenster mit ursprünglichem Maßwerk, das mittlere mit Nasen. Spätgotisches West-Portal mit leicht geschwungenem Spitzbogen, doppelt gekehlt. Rechts daneben steinerner Opfertisch. | BDA-Hist.: Q38062391 Status: § 2a Stand der BDA-Liste: 2025-06-30 Name: Kath. Filialkirche hl. Oswald GstNr.: .155 Filialkirche hl. Oswald, St. Jakob i. R.                     |
| ja   | Datei hochladen | Flurkapelle HERIS-ID: 65179 Objekt-ID: 77997                                            | Standort KG: Maria Elend                                       | | BDA-Hist.: Q38109495 Status: § 2a Stand der BDA-Liste: 2025-06-30 Name: Flurkapelle GstNr.: 1405/1                                                                              |
| ja   | Datei hochladen | Zollwachwohngebäude HERIS-ID: 45131 Objekt-ID: 46043                                    | Rosenbach 39 Standort KG: Schlatten                            | 1991 Generalsanierung und Rekonstruktion des Zustandes der 1920er Jahre. | BDA-Hist.: Q38013556 Status: Bescheid Stand der BDA-Liste: 2025-06-30 Name: Zollwachwohngebäude GstNr.: .106                                                                    |
| ja   | Datei hochladen | Tunnelportal HERIS-ID: 59165 Objekt-ID: 70183                                           | Rosenbach 6, 96 Standort KG: Schlatten                         | Errichtet 1906. | BDA-Hist.: Q38086126 Status: Bescheid Stand der BDA-Liste: 2025-06-30 Name: Tunnelportal GstNr.: 788/4                                                                          |
| ja   | Datei hochladen | Zollwachwohngebäude HERIS-ID: 45170 Objekt-ID: 46082                                    | Schlatten 45, 46 Standort KG: Schlatten                        | 1991 Generalsanierung und Rekonstruktion des Zustandes der 1920er Jahre. | BDA-Hist.: Q38014007 Status: Bescheid Stand der BDA-Liste: 2025-06-30 Name: Zollwachwohngebäude GstNr.: .118, .119                                                              |
| ja   | Datei hochladen | Kath. Filialkirche hl. Ursula HERIS-ID: 54584 Objekt-ID: 62903                          | Schlatten 86 Standort KG: Schlatten                            | Im östlichen Ortsteil gelegen. Kleine spätgotische Dorfkirche, wahrscheinlich zwischen 1520 und 1530 erbaut. Bau mit steil aufsteigendem Dach; Dachreiter mit geschwungenem Spitzhelm, westlich moderne Vorhalle mit Rundbogenöffnungen an drei Seiten sowie ein niederer südseitiger Sakristeianbau, letzterer mit abgefastem spätgotischem Rechteckfenster. Polygonaler Chorschluss. Die Fenster an Langhaus und Chor spitzbogig mit Maßwerknasen. Gekehltes spätgotisches West-Portal, spitzbogig. – In der Vorhalle als Sockel für das Weihwasserbecken ein römerzeitlicher Weihealtar für Mithras (ILLPRON 546). An der Nord-Wand des Langhauses Wandmalerei Kreuzigung, sehr zerstört, wahrscheinlich Mitte des 15. Jahrhunderts; an der Süd-Wand heiliger Christophorus 2. Hälfte des 18. Jahrhunderts. | BDA-Hist.: Q38061428 Status: § 2a Stand der BDA-Liste: 2025-06-30 Name: Kath. Filialkirche hl. Ursula GstNr.: .35 Filialkirche hl. Ursula, Schlatten (St. Jakob i. R.)          |
| ja   | Datei hochladen | Befestigung Ras bei Schlatten HERIS-ID: 59559 Objekt-ID: 70956                          | Gratschenitzen Standort KG: Schlatten                          | Burgruine Ras westlich von Rosenbach auf einer Kuppe neben der Kirche Sankt Jakob. In Urkunden Patriarchat Aquileja aus 1171: Kirche „sancti Jacobi … sub castro Rase“. Die Burg wurde zwischen 1309 und 1317 aufgegeben. Reste der Umfassungsmauer und von zwei Rundtürmen, die ehemals durch Graben und Erdwall befestigt waren, sind erhalten und bilden zwei Höfe. Zugang von der West-Seite. Süd-Seite des Bergrückens abgetragen (Steinbruch Karawankentunnel). | BDA-Hist.: Q1013586 Status: Bescheid Stand der BDA-Liste: 2025-06-30 Name: Befestigung Ras bei Schlatten GstNr.: 413/1 Burg Ras, Schlatten                                      |
| ja   | Datei hochladen | Kath. Filialkirche hl. Dionys HERIS-ID: 57962 Objekt-ID: 68339                          | Längdorf 60 Standort KG: St. Jakob im Rosental                 | Kleine, im Kern spätgotische Dorfkirche mit eingezogenem Chor, 1500 Umbau der Kirche. 1882–1884 Generalsanierung. 1997 Außenrestaurierung. Langhaus-N-Wand Freilegung fragmentarisches Christophorusfresko aus dem 1. Viertel des 16. Jahrhunderts, Färbelung des 19. Jahrhunderts in gebrochenem Weiß. Gemauerte Vorhalle in Schiffbreite mit erneuerten Zugängen. Östlicher hölzerner Dachreiter mit Spitzgiebelhelm. Im Chorschluss drei gotische Spitzbogenfenster mit Maßwerknasen; nördliche und südliche neuere Spitzbogenfenster. Spätgotisches West-Portal, rundbogig und gekehlt. | BDA-Hist.: Q38079650 Status: § 2a Stand der BDA-Liste: 2025-06-30 Name: Kath. Filialkirche hl. Dionys GstNr.: .72 Subsidiary church Saint Dionysius, Längdorf (St. Jakob i. R.) |
| ja   | Datei hochladen | Pfarrhof HERIS-ID: 54682 Objekt-ID: 63052                                               | Marktstraße 2 Standort KG: St. Jakob im Rosental               | Der Pfarrhof ist ein ehemaliger Sommersitz der Äbte von Stift Ossiach. Die Anlage stammt vermutlich vom Ende des 16. Jahrhunderts. Stattlicher zweigeschoßiger Bau in L-Form, mit neuen Gebäuden eine dreiseitige Anlage um Hof bildend. Fassade mit Pilastergliederung, Portal am Keilstein bezeichnet 1726. Darüber Doppelfenster in Renaissanceform. Die übrigen Fenster mit ornamentaler barocker Rahmung, Muscheldekor aus Terrakotta. Im Attikageschoß Ovalfenster. Portal und Putzgliederung gehen auf Umbau 1726 zurück. 1994 Innenumbau. Kapelle im neuen Zubau, Gemälde Heilige Maria, Barbara und Katharina bezeichnet 1615 und Herabkunft des Heiligen Geistes bezeichnet 1624. | BDA-Hist.: Q38061916 Status: § 2a Stand der BDA-Liste: 2025-06-30 Name: Pfarrhof GstNr.: .160 Pfarrhof St. Jakob im Rosental                                                    |
| ja   | Datei hochladen | Kath. Pfarrkirche hl. Jakob HERIS-ID: 54684 Objekt-ID: 63054                            | Sankt Jakob im Rosental 195 Standort KG: St. Jakob im Rosental | Im Süden des Ortes auf einem Hügel gelegen. Gehörte seit der Mitte des 12. Jahrhunderts bis 1784 dem Stift Ossiach. Ehemalige Chorturmkirche. 1489 nach Türkeneinfall wieder und größer aufgebaut (Chorturm, Chor und Sakristei), 1972 durch Brand bis auf den spätgotischen Chor vernichtet, dieser mit einfach abgetreppten, in der unteren Hälfte kantigen Strebepfeilern. Drei zweiteilige Lanzettfenster mit ursprünglichem Maßwerk, eines vermauert. Erneuerter Ost-Turm mit spitzbogigen Schallfenstern und neuem Spitzhelm. Am neu erbauten Langhaus große Rundbogenfenster. An der Süd-Seite Sakristeianbau mit neuem Zubau. Neue Vorhalle in Schiffbreite mit rundbogigen Zugängen. Chor mit 5/8-Schluss (ohne Vorjoch). Netzrippengewölbe auf Konsolen mit einem runden und mehreren eckigen Schlusssteinen. An der Süd-Seite Eingang in die neue Sakristei. Vor dem Chor Zwischenjoch unter dem Turm, von zwei rundbogigen, abgefasten Bögen mit breiter Laibung begrenzt. Gewölbe neu. An der Süd-Seite spätgotisches Sakristeiportal, spitzbogig, doppelt gekehlt, mit alter Eisentür. Dahinter Turmaufgang. Neuordnung und Taufplatz 1989 von Felix Orsini-Rosenberg. 1991 Wandmalereien im Kirchenschiff von Valentin Oman. | BDA-Hist.: Q38061927 Status: § 2a Stand der BDA-Liste: 2025-06-30 Name: Kath. Pfarrkirche hl. Jakob GstNr.: .157 Parish church Saint James, St. Jakob im Rosental               |
| ja   | Datei hochladen | Kriegergedächtnisstätte HERIS-ID: 65115 Objekt-ID: 77932                                | Sankt Jakob im Rosental Standort KG: St. Jakob im Rosental     | Abwehrkampf-Denkmal an der Rosentaler Straße; 1937 nach Entwurf von Karl Maria Kerndle erbaute Gedächtnisstätte. Offene Gedenkhalle, im Inneren fünf in Stein gemeißelte, bewaffnete Männer (Handwerker, Bauer, Soldat, Arbeiter und Bürger) und Namenstafeln der Gefallenen. | BDA-Hist.: Q38109243 Status: § 2a Stand der BDA-Liste: 2025-06-30 Name: Kriegergedächtnisstätte GstNr.: .209 Kriegergedächtnisstätte St. Jakob im Rosental                      |
| ja   | Datei hochladen | Kath. Filialkirche hl. Peter HERIS-ID: 57964 Objekt-ID: 68342                           | Sankt Peter 31 Standort KG: St. Peter                          | Urkundlich 1171, 1483 zerstört und 1489 wiedergeweiht; heute neugotischer Bau auf große Erweiterung 1897 zurückgehend, im Chor noch spätgotisches Mauerwerk. Westturm mit spitzbogigen Schallfenstern und Spitzhelm. An der Südwand einfach abgetreppte Strebepfeiler und Emporenaufgang. An der Nordwand Sakristeianbau. Langhaus und Chor mit Spitzbogenfenstern; über dem Westportal und im Chorschluss je ein Rundfenster, letzteres zugemauert. | BDA-Hist.: Q38079669 Status: § 2a Stand der BDA-Liste: 2025-06-30 Name: Kath. Filialkirche hl. Peter GstNr.: .9 Filialkirche Sankt Peter (Sankt Jakob im Rosental)              |
| ja   | Datei hochladen | Kath. Filialkirche hl. Gertraud HERIS-ID: 54640 Objekt-ID: 62998                        | Srajach 32 Standort KG: St. Peter                              | Auf einem Hügel außerhalb des Ortes gelegen. Kleine gotische Kirche, barockisiert. Gemauerte Pfeilervorlaube mit hohem Dachstuhl. Westlicher Dachreiter mit rundbogigen Schallfenstern und Spitzhelm. Chor leicht eingezogen; im Schluss Korbbogennische. Im Langhaus und im Chor Spitzbogenfenster. Rundbogiges West-Portal. | BDA-Hist.: Q38061699 Status: § 2a Stand der BDA-Liste: 2025-06-30 Name: Kath. Filialkirche hl. Gertraud GstNr.: .54 Filialkirche hl. Gertraud, Srajach (St. Jakob i. R.)        |